# Liste der Monuments historiques in Surin (Vienne)
Die Liste der Monuments historiques in Surin (Vienne) führt die Monuments historiques in der französischen Gemeinde Surin auf.

## Liste der Bauwerke
| Bezeichnung        | Beschreibung                           | Standort | Kennzeichnung | Schutzstatus | Datum | Bild           |
| ------------------ | -------------------------------------- | -------- | ------------- | ------------ | ----- | -------------- |
| Château de Cibioux | Schloss, erbaut ab dem 15. Jahrhundert | (Lage)   | PA00105736    | Inscrit      | 1983  |                |
| Kirche St-Hilaire  | Erbaut im 12. Jahrhundert              | (Lage)   | PA00105737    | Inscrit      | 1935  | weitere Bilder |

## Liste der Objekte
| Bezeichnung | Beschreibung          | Standort                        | Kennzeichnung | Schutzstatus | Datum | Bild |
| ----------- | --------------------- | ------------------------------- | ------------- | ------------ | ----- | ---- |
| Glocke      | Bronze, 1721 gegossen | in der Kirche St-Hilaire (Lage) | PM86000656    | Classé       | 1943  |      |